# Henri Bandolo
Henri Bandolo, de son vrai nom Henri Ondoua Bandolo, né le 15 septembre 1943 à Douala et mort le 16 juillet 1997 à Yaoundé, est un journaliste camerounais et ancien ministre de l'information et de la culture de 1988 à 1990 au Cameroun.

## Biographie

### Enfance, éducation et débuts
Henri Bandolo est né le 15 septembre 1943 à l'Hôpital Laquintinie de Douala au Cameroun,. Son père André Ngangue est journaliste radio et sa mère, Justine Bandolo, est infirmière.

### Carrière
Il fait ses débuts en tant qu'animateur à Radio Cameroun en 1964. En 1978, il est nommé au poste de chef service des programmes en langue française. Henri Bandolo est un camarade de classe du journaliste sportif Abel Mbengué.
Il est membre de l'Union Nationale camerounaise, puis du RDPC.

#### Journaliste
Henri Bandolo est journaliste.

#### Directeur de la Sopecam
Henri Bandolo remplace Joseph Zambou Zoleko et devient directeur général de la Société de presse et d'éditions du Cameroun jusqu'en 1988,. Son successeur est Joseph Charles Doumba.

#### Ministre
Il est nommé ministre de l'information et de la culture le 18 mai 1988. Il occupe cette fonction de 1988 à 1990,.

##### Écrivain
Il est auteur du livre intitulé La flamme et la fumée et paru en novembre 1986.

### Mort (1997)

#### Circonstances
Henri Bandolo décède le 16 juillet 1997 des suites de maladie.